# Sudán en los Juegos Olímpicos de París 2024
Sudán estuvo representado en los Juegos Olímpicos de París 2024 por cuatro deportistas, tres hombres y una mujer, que compitieron en tres deportes.
Los portadores de la bandera en la ceremonia de apertura fueron el atleta Yasín Abdalá y la nadadora Rana Sadeldin. El equipo olímpico sudanés no obtuvo ninguna medalla en estos Juegos.